# Black Axe

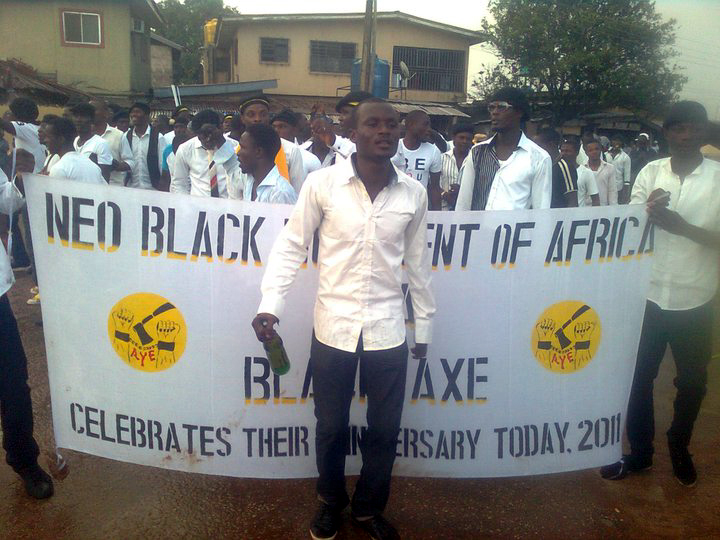
Il Neo-Black Movement of Africa in corteo con i simboli dei Black Axe

La Black Axe (conosciuta anche come Neo-Black Movement of Africa o NBM) è un culto segreto studentesco nigeriano dedito ad attività tipiche di un'organizzazione criminale.
Il loro simbolo è un'ascia nera che simboleggia il mezzo col quale "spezzeranno le catene dell'oppressione, dell'ingiustizia sociale e degli altri mali che hanno ostacolato il progresso delle persone di colore nel mondo".

## Storia
Il culto è nato nel 1977 in Nigeria come confraternita di nove studenti della Università del Benin preoccupati per "la condizione dell'uomo nero".
Negli anni si sono espansi da Benin City alle altre università nigeriane e hanno adepti in molte delle più grandi città del mondo.
La NBM è anche registrata come organizzazione i cui obiettivi dichiarati sono "la ridirezione delle menti verso il realismo e il determinismo nero", l'insegnamento della disciplina del corpo e della mente, la lotta alle immagini negative delle persone di colore, ricerche sulle religioni africane tradizionali e la pubblicazione di una rivista (il cui nome era in origine "Black Axe Magazine"). L'organizzazione è stata tuttavia resa illegale dallo Stato di Edo tramite la "Secret Cult and Similar Activities (Prohibition) Law" del 2004.
Secondo un articolo del New African dell'aprile 1998 «gli studenti agiscono come banditi, uccidendosi l'un l'altro e minacciando seriamente le università e la società [...] sono emerse fazioni che si scontrano con le altre per la supremazia e che si spostano da un campus all'altro lasciando alle loro spalle spargimenti di sangue, distruzione, stupri, oppressione, intimidazione e un generale senso di terrore».
Dalla fondazione si sono resi responsabili di decine di morti nelle università nigeriane in seguito agli scontri con altri culti studenteschi.
Nel 2015 dei Black Axe sono stati accusati del reato di associazione mafiosa perché sospettati di gestire lo spaccio e la prostituzione nel quartiere Ballarò di Palermo sotto l'egida del boss mafioso locale.

## Reclutamento e riti di iniziazione
Il reclutamento nei campus è in genere volontario e avviene per cooptazione ma sono stati riportati casi di studenti costretti a partecipare ai riti di iniziazione. Le loro tattiche di reclutamento sono state descritte come un misto di propaganda, disinformazione e guerra psicologica.
I riti di iniziazione sono descritti come "macabri, sanguinosi e barbari" e, in linea con la loro natura segreta, prendono luogo in foreste o cimiteri, solitamente attorno ad un falò, e comportano la presenza di balli, canti, droghe, sangue umano e stupri. In alcuni casi gli iniziati devono passare un "test di virilità" che comporta l'essere frustato, preso a calci e colpito con cinture e bastoni mentre si è spogliati. A questo punto gli iniziati prestano giuramento, compilano un modulo, lo firmano con un'impronta digitale intinta nel sangue e così viene dato loro un nuovo nome e la divisa del culto. La cerimonia finisce alle prime ore del mattino con una processione verso l'alloggio del nuovo membro.